# 방송음악협회

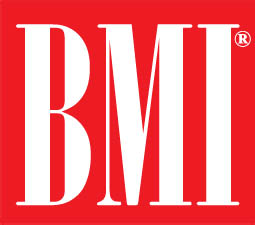

방송음악협회(Broadcast Music, Inc., BMI)는 미국의 흥행권 단체이다. 음악을 사용하는 사업체, BMI의 1700만 작곡의 노래를 재생 또는 동기화하는 사업체로부터 면허비를 모은다. 분기별로 BMI는 이 금액을 송라이터, 작곡가, 음악 출판사에게 로열티로서 배분한다.
BMI의 송라이터들은 사실상 모든 장르의 음악을 만든다. BMI를 대표하는 아티스트들로는 패티 라벨, 셀레나, 데미 로바토, 릴 웨인, 블루페이스, 버드맨 (래퍼), 레이디 가가, 테일러 스위프트, 에미넴, 리한나, 샤키라, 에드 시런, 샘 쿡, 윌리 넬슨, 패츠 도미노, 돌리 파튼 등이 있다. 밴드로는 마룬 5, 에바네센스, 레드 핫 칠리 페퍼스, 니켈백, 린킨 파크, 트웬티 원 파일럿츠, 피프스 하모니 등이 있다. 작곡가로는 해리 그레그슨윌리엄스, 존 윌리엄스 (작곡가), 대니 엘프먼 등이 있다. 또, BMI는 마이클 잭슨의 뮤직 카탈로그, 소니/ATV 뮤직 퍼블리싱을 대표한다.